# Teatro da Vertigem
O Teatro da Vertigem é uma companhia teatral brasileira surgida em 1991 como um projeto experimental de pesquisa de linguagem da expressão representativa.
Concretizou suas pesquisas na criação da peça O Paraíso Perdido, em 1992. Consolidou-se, sendo amplamente premiada, como uma companhia inovadora em termos de linguagem e, sobretudo, pelas locações de exibição de seus espetáculos. Sua temática fundamental encontra-se no embate do homem moderno e do homem religioso, e nas conseqüências morais, éticas e psicológicas deste embate.

## História
O primeiro passo do Teatro da Vertigem teve início em 1991 com experimentações baseadas na Mecânica Clássica e aplicadas ao movimento expressivo do ator. Tal pesquisa gerou um repertório de treinamento que foi concretizado estética e artisticamente com O Paraíso Perdido - primeiro espetáculo da companhia - que estreou um ano após o início das pesquisas na Igreja de Santa Ifigênia em São Paulo e permaneceu em cartaz por oito meses consecutivos participando, ainda, de festivais nacionais.
Buscando novas diretrizes, agora ainda mais focadas na utilização de espaços não convencionais, o grupo inicia seu segundo projeto, O Livro de Jó, aprofundando-se não só nas possibilidades cênicas desse tipo de espaço, ou seja, na exploração e utilização de objetos e materiais do local, mas também nas alterações de dramaturgia, direção, cenografia, iluminação e interpretação. O espetáculo estréia em 1995, no Hospital Humberto Primo em São Paulo e segue carreira apresentando-se em Curitiba, em Bogotá - Colômbia, em Porto Alegre, no Rio de Janeiro e na Dinamarca, no Festival de Artes de Ärhus, onde a companhia realizou workshop demonstrativo do seu processo de trabalho dentro da Conferência Latino Americana de Teatro. Ainda na Dinamarca, em Holsterbro, o grupo participou de uma Visita de Pesquisa ao Odin Teatret, de Eugenio Barba. O Livro de Jô foi o primeiro espetáculo brasileiro a representar o Brasil no III Festival Internacional de Teatro Anton Tchekhov em Moscou em comemoração ao centenário de seu teatro.
Nesse mesmo período, o Teatro da Vertigem iniciou os trabalhos de pesquisa do espetáculo seguinte, o projeto Apocalipse, solidificando o processo colaborativo de construção dramatúrgica. Apocalipse 1,11 estreou, oficialmente, dia 14 de janeiro de 2000, no antigo Presídio do Hipódromo, em São Paulo, viajando em seguida para Lisboa - Portugal através da Fundação Calouste Gulbekian, para Curitiba e para o Rio de Janeiro onde cumpriu temporada no Prédio do antigo DOPS. O espetáculo também foi apresentado em Londrina, em Colônia na Alemanha e em Wroclaw, na Polônia.
Com a concretização do seu terceiro espetáculo, criou-se, então, uma trilogia denominada Trilogia Bíblica e o grupo passa a apresentar os três espetáculos juntos, como no Festival de Teatro de São José do Rio Preto de 2002 e em São Paulo, em comemoração aos 10 anos de sua existência, com o apoio da Brasil Telecom e a premiação da Lei de Fomento à Cultura.
De maio a julho de 2003, dentro do Projeto de Residência Artística do Teatro da Vertigem na Casa Nº1, numa iniciativa inédita de parceria entre o Patrimônio Histórico, a Secretaria Municipal de Cultura e um grupo de teatro, o Teatro da Vertigem apresentou as primeiras atividades abertas ao público em geral; uma programação trimestral com oficinas de interpretação, iluminação, palestras, espetáculos teatrais, música, debates e grupos de estudos, quase todas, com entrada franca. Além dessas atividades a companhia desenvolveu, ainda na Casa Nº1, o trabalho de treinamento, estudos, reuniões e preparação de seu projeto seguinte, BR3: Brasilândia - Brasília - Brasiléia.  
No ano seguinte, com apoio da Lei de Fomento ao Teatro para cidade de São Paulo, o grupo iniciou investigação em Brasilândia, estabelecendo uma base de trabalho que serviu de apoio às ações desta primeira etapa da sua pesquisa, desenvolvendo, assim, oficinas gratuitas aos moradores locais, além de realizar, através de uma ação continuada, um trabalho de instrumentalização com "oficineiros/multiplicadores" que já vinham mantendo projetos artísticos e sociais na comunidade local.
Em julho desse mesmo ano, dando continuidade à sua investigação, a companhia seguiu para a segunda etapa da sua pesquisa, viajando por terra para Brasília/DF e Brasiléia/AC, passando por diversas cidades, participando de encontros, palestras e ministrando oficinas.
Em 2005, o LOT, uma associação cultural peruana para a investigação teatral multidisciplinar sob direção de Carlos Cueva e um grupo de jovens artistas vindos de diferentes áreas profissionais, convidou o  Teatro da Vertigem para participar do projeto Zona Fronteriza - onde juntos criaram uma intervenção artística num prédio desocupado localizado no centro de Lima no Peru.
Ao retornar, o Teatro da Vertigem retoma o projeto BR-3 e, em mais uma iniciativa inédita, com patrocínio da Petrobrás, estréia o espetáculo em fevereiro de 2006, no Rio Tietê em São Paulo com temporada precocemente finalizada dois meses após seu início.
A convite do Itaú Cultural, o grupo participou da exposição Primeira Pessoa com a instalação e a performance Subtextos que antecipavam as comemorações de seus quinze anos de existência.
A frustração perante a impossibilidade de continuação da temporada de BR-3, abriu uma nova possibilidade de experimentação. Em agosto de 2006 a companhia foi convidada pelo Consulado Francês para participar de uma homenagem ao dramaturgo Jean-Luc Lagarce no Teatro Laboratório - ECA/USP. Após leitura de alguns textos sugeridos, o diretor Antônio Araújo escolheu História de Amor em função do núcleo atual de três atores e do conteúdo abordado pela obra. A pesquisa da palavra torna-se interessante ao grupo e a possibilidade de uma investigação interpretativa tripartida aparece na realização da montagem que não pretendia ser espetacular. A estréia deste trabalho aconteceu em janeiro de 2007, vinculada à exposição sobre a trajetória dos 15 anos do grupo na Galeria Olido em São Paulo e o espetáculo permaneceu em cartaz no Teatro Cacilda Becker, no Teatro João Caetano e no Tusp, na mostra Experimentos, seguindo depois para São José do Rio Preto, Rio de Janeiro, Brasília, Recife e São Luís.
Em outubro de 2007 a companhia retornou com BR-3 só que, desta vez, na Baía de Guanabara, transpondo a montagem realizada no Rio Tietê para um novo cenário e adaptando o espetáculo às dimensões gigantescas da Baía, a partir dos pilares da Ponte Rio-Niterói.
Durante a temporada de BR-3 no Rio de Janeiro, o Teatro da Vertigem iniciou um estudo com o intuito de desenvolver experimentações que pretendiam dialogar com a performance e com a intervenção urbana. Neste período, através de encontros teóricos e práticos foi criado um vídeo performance junto com atores locais chamado de Exercício 1.    
No retorno da temporada carioca, os estudos teóricos e práticos sobre performance e intervenção urbana continuaram.  E em janeiro de  2008 o grupo apresentava O Livro de Jó em  Santiago do Chile. Ao retornar, dando continuidade a sua pesquisa, agora também com estudos sobre filosofia, a companhia iniciou um projeto de  intercâmbio artístico com dois outros grupos, o Lot - Lima /Peru e o Zikzira - Belo Horizonte/MG.  Desse intercâmbio surgiu a intervenção cênica A Última Palavra é a Penúltima, a partir do texto "O Esgotado" de Gilles Deleuze. A intervenção aconteceu na passagem subterrânea da Xavier de Toledo, centro de São Paulo, que estava fechada desde 1998.
No ano seguinte, em 2009, a obra “O Castelo”, de Franz Kafka, serviu de inspiração para o próximo
projeto do grupo, Kastelo, estreado em 2010, no prédio do SESC da
Avenida Paulista. Ali dentro, o público assistiu, através do espaço
envidraçado, às cenas realizadas no exterior do edifício.
Ainda em 2010, após a estreia da versão filmada e do documentário sobre
o espetáculo BR-3, o grupo iniciou seu projeto mais recente, ainda
em andamento, sobre o bairro do Bom Retiro.  Paralelamente a este
trabalho, o Teatro da Vertigem realizou a intervenção cênica “Mauismo”, no bairro da Bela Vista,
local de sua sede e, também, convidou jovens diretores para a realização do
projeto Leituras Encenadas.
No primeiro semestre de 2011, o grupo iniciou a etapa prática da
pesquisa sobre o Bom Retiro, in loco, na Oficina Oswald de Andrade,
visando à criação dramatúrgica. Concomitante realizou em sua sede o projeto “Novos
Encenadores”, convidando jovens diretores para realizarem experimentos cênicos.
Também, entre junho e julho de 2011, realizou a peça “Cartas de Despejo”, em
sua sede, e a intervenção “Cidade
Submersa”, no terreno da antiga rodoviária do bairro da Luz, no centro
de São Paulo.
Em reconhecimento pela utilização da cidade como espaço cênico, o Teatro
da Vertigem recebeu, em julho de 2011, a Golden Medal (Medalha de Ouro) de
melhor espetáculo para a montagem de BR-3. Além disso, fez parte do
pavilhão brasileiro da mesma mostra, o qual foi premiado com a Triga de Ouro.
Em junho de 2012, ocupando as ruas do bairro do Bom Retiro e outros dois
espaços diferentes, o Shopping Lombroso e o Teatro Taib, o Teatro da Vertigem
estreou “Bom Retiro 958 metros”.
O espetáculo  ficou em cartaz até abril de 2013. No segundo semestre
de 2012, montou a convite do Teatro Municipal de São Paulo a ópera Orfeo e
Eurídice no complexo da Praça das Artes.
Para 2014 o grupo prepara uma nova criação no âmbito do projeto Villes
en Scène proposto pela Comissão Européia de Cultura e realizado pelo Teatro
Nacional da Bélgica e pelo Festival de Avignon.
Desde o início, o Teatro da Vertigem encontrou em seu percurso alguns elementos característicos como a utilização de espaços não convencionais da cidade,  a criação de espetáculos com base no depoimento pessoal dos seus integrantes, o forte eixo investigativo que prima pela busca de um teatro construído de forma coletiva e democrática entre atores, dramaturgo e encenador - conhecido como processo colaborativo e a pesquisa sobre os processos de interferência na percepção do espectador. Tais características impulsionam o trabalho do grupo e mantêm seu repertório sempre ativo.
Atualmente o Teatro da Vertigem segue com seus estudos teóricos e discussões sobre sua próxima pesquisa.

## Espetáculos
- 1992 - O Paraíso Perdido, de Sérgio de Carvalho
- 1995 - O Livro de Jó, de Luis Alberto de Abreu
- 2000 - Apocalipse 1,11, de Fernando Bonassi
- 2006 - BR-3, de Bernardo Carvalho
- 2007 - História de Amor (Últimos Capítulos), de Jean-Luc Lagarce
- 2008 - A Última Palavra é a Penúltima
- 2008 - Dido e Enéas, de Henry Purcell
- 2010 - Kastelo, de Evaldo Mocarzel, inspirada nos textos de Franz Kafka
- 2012 - Bom Retiro 958 Metros, de Joca Reiners Terron

## Prêmios

### O Paraíso Perdido
- Prêmio Especial APCA (Associação Paulista de Críticos de Arte) na categoria "melhor pesquisa de linguagem", 1993.
- Prêmio APCA na categoria "melhor iluminação", 1993 – Guilherme Bonfanti e Marisa Bentivegna.
- Prêmio Shell na categoria "melhor iluminação", 1993 – Guilherme Bonfanti.
- Prêmio Estímulos da Secretaria de Cultura do Estado de São Paulo para espetáculos teatrais em espaços não-convencionais, 1994.

### O Livro de Jó
- Prêmio Shell na categoria "melhor espetáculo", 1996.
- Prêmio Shell na categoria "melhor direção" – Antônio Araújo, 1996.
- Prêmio Shell na categoria "melhor ator" – Matheus Nachtergaele, 1996.
- Prêmio Shell na categoria "melhor figurino" – Fábio Namatame, 1996.
- Prêmio Shell na categoria "melhor iluminação" – Guilherme Bonfanti, 1996.
- Prêmio APCA na categoria "melhor espetáculo", 1996.
- Prêmio APCA na categoria "melhor direção" – Antônio Araújo, 1996.
- Prêmio APCA na categoria "melhor iluminação" – Guilherme Bonfanti, 1996.
- Prêmio Mambembe na categoria "melhor espetáculo", 1996.
- Prêmio Mambembe na categoria "melhor direção" – Antônio Araújo, 1996.
- Prêmio Mambembe na categoria "melhor ator" – Matheus Nachtergaele, 1996.
- Prêmio APETESP na categoria "melhor espetáculo", 1996.
- Prêmio APETESP na categoria "melhor direção" – Antônio Araújo, 1996.
- Flávio Rangel – FUNARTE, 1998.

### Apocalipse 1,11
- Prêmio Shell na categoria "melhor direção" – Antônio Araújo, 2000.
- Prêmio Shell na categoria "melhor iluminação" – Guilherme Bonfanti, 2000.
- Prêmio Shell na categoria especial ao Teatro da Vertigem, pela pesquisa de linguagem cênica e dramatúrgica, 2000.K

### BR3
- 19º Prêmio Shell SP, 2007
- Medalha de Ouro para Melhor Realização de uma Produção na Quadrienal de Praga 2011.

### Bom Retiro, 958 Metros
- Prêmio Governador do Estado para Cultura 2012, Categoria Teatro, votação popular, 2013.